# Lansac, Gironde

Lansac este o comună în departamentul Gironde din sud-vestul Franței. În aanul 2009 avea o populație de 661 de locuitori.

## Evoluția populației
| An        | 1975 | 1982 | 1990 | 1999 | 2006 | 2009 |
| --------- | ---- | ---- | ---- | ---- | ---- | ---- |
| Populație | 631  | 606  | 610  | 639  | 604  | 661  |